# ヘンリー・アーミテイジ
ヘンリー・アーミテイジ（Henri Armitage、1855年 - ?? ）は、クトゥルフ神話に登場する架空の人物。

## 概要

### 基本設定
ミスカトニック大学の図書館長（または司書）。ミスカトニック大学文学修士、プリンストン大学哲学博士、ジョンズ・ホプキンス大学文学博士。大学有数の研究者。年齢は1928年時点で73歳。
1928年、ダニッチ村のウィルバー・ウェイトリーが大学図書館の『ネクロノミコン』を閲覧に来たとき、彼を見て疑念を抱く。ウィルバーは死ぬが、彼のおぞましい死体からその正体を知り、また彼の手記から企みを看破する。研究によりウェイトリー弟への対処法を突き止め、同僚のウォーラン・ライス教授、フランシス・モーガン博士とダニッチに赴き、ウィルバーの双子の弟を消滅させ、ヨグ＝ソトースと旧支配者の召喚を阻止する。

### 後続設定
ラヴクラフトはダニッチ事件三学者の肩書を区別しており、アーミテイジとモーガンを「博士」、ライスを「教授」としている。だが後続作品では無視され、アーミテイジ教授とする例も珍しくない。
フリッツ・ライバーによる1960年代を舞台とした『アーカムそして星の世界へ』では、ミスカトニック大学新館の裏に墓地が作られ、埋葬されたと語られている。
日本の漫画『アリシア・Y』の主人公、アリシア・Y・アーミティッジは、彼の子孫である。ほか『妖神グルメ』などにも子孫が登場する。
またオーガスト・ダーレスの作品（ハスターの帰還、永劫の探究）では、ミスカトニック大学の図書館長としてランファー博士という人物が登場しているが、アーミテイジ博士への言及はない。

## 登場作品
- ハワード・フィリップス・ラヴクラフト『ダニッチの怪』
- リン・カーター『陳列室の恐怖』
- フリッツ・ライバー『アーカムそして星の世界へ』
- リチャード・A・ルポフ『Documents in the Case of Elizabeth Akeley』『ダニッチの破滅』
- 後藤寿庵『アリシア・Y』
- ニトロプラス『機神飛翔デモンベイン』